# Úrvalsdeild 1918
Thống kê của Úrvalsdeild mùa giải 1918.

## Tổng quan
Có 4 đội tham gia, và Fram giành chức vô địch. Friðþjófur Thorsteinsson của Fram là vua phá lưới với 12 bàn thắng.

## Bảng xếp hạng
| Vị thứ | Câu lạc bộ | St | T | H | B | BT | BB | HS | Đ |
| 1      | Fram       | 3  | 3 | 0 | 0 | 14 | 5  | +9 | 6 |
| 2      | Víkingur   | 3  | 2 | 0 | 1 | 11 | 8  | +3 | 4 |
| 3      | Valur      | 3  | 1 | 0 | 2 | 4  | 7  | -3 | 2 |
| 4      | KR         | 3  | 0 | 0 | 3 | 3  | 12 | -9 | 0 |